# Los Molinos (Loporzano)
Los Molinos (en aragonés Os Molinos) es una localidad de la comarca Hoya de Huesca, que pertenece al municipio de Loporzano en la provincia de Huesca, España, su distancia a Huesca es de 4 km.
Hasta 1966 perteneció al municipio de Sipán, fecha en la que Sipán fue integrado en el municipio de Loporzano, por lo que también es conocido como Los Molinos de Sipán.